# Schweizer Hitparade
Hitparade Thụy Sĩ (tiếng Đức: Schweizer Hitparade) là tên gọi của các bảng xếp hạng âm nhạc chính thức dựa trên doanh số tiêu thụ tại Thụy Sĩ. Bảng xếp hạng thống kê những đĩa đơn và album trong nhiều thể loại khác nhau bán chạy nhất tại Thụy Sĩ.
Các bảng xếp hạng âm nhạc Thụy Sĩ bao gồm:
- Singles Top 100 (phát hành từ năm 1968)
- Albums Top 100 (phát hành từ cuối năm 1983)
- Compilations Top 25
- Airplay Top 30

Việc cập nhật các bảng xếp hạng được thực hiện vào Chủ nhật hàng tuần và được đăng trên web chính thức vào mỗi sáng thứ tư.

## Liên kết
- Schweizer Hitparade archives
- Les Charts (Romandie) Lưu trữ ngày 14 tháng 10 năm 2010 tại Wayback Machine